# 4381 Uenohara
4381 Uenohara è un asteroide della fascia principale del diametro medio di circa 20,49 km. Scoperto nel 1989, presenta un'orbita caratterizzata da un semiasse maggiore pari a 3,0244065 UA e da un'eccentricità di 0,0815635, inclinata di 11,23766° rispetto all'eclittica.
L'asteroide è dedicato all'omonima città giapponese.